# Rusinska ulica u Novom Sadu
Rusinska ulica  (русин. Руска улїца) jeste ulica koja se nalazi u Pervazovom naselju u Novom Sadu. Njena dužina iznosi svega 38m, jedna je od najkraćih ulica u Novom Sadu i ima samo jedan kućni broj. 

## Istorija
Ulice Novog Sada isprva su bile bez naziva, odnosno svaka kuća je imala svoj broj. Polovinom XIX veka ulice dobijaju nazive po svojim najznačajnijim obeležjima. U Novom Sadu, početkom XIX veka, Rusina grkokatolika bilo je u značajnom broju. Kako je najveći deo novosadskih Rusina živeo u ovoj ulici ona je po tome i dobila ime.
Na planu Slobodne kraljevske varoši Novog Sada iz 1885. godine, koju je izradio Josif Sauter, ova ulica ucrtana je pod imenom: Orosz útca (naziv na mađarskom), Руска Улица (naziv na srpskom) i Russische - Gasse (naziv na nemačkom).
Nekadašnja Rusinska ulica, nalazila na periferiji grada. Ona se protezala od leve strane Almaškog groblja do nekadašnje Piroške ulice - mesta gde se danas nalazi zgrada na Bulevaru oslobođenja 41. Ona se nalazila između ulica Ciglarske (kasnije Banatske - po kojoj je ceo kraj kasnije dobio ime Banatić) i Peićeve ulice (danas ulice Kraljevića Marka). Njena dužina iznosila je 850m. U njoj je bilo 56 kućnih bojeva.
U prošlosti u ovom kraju bilo je više bara. Iza Ciglarske ulice nalazile su se jamurače, zaostale od kopanja zemlјe za čerpiće i cigle. Na kraju Rusinske ulice, nalazila se velika bara. Danas se na toj lokaciji nalazi Park Mira.
Značajan dan u istoriji Novog Sada bio je 1. mart 1963 godine. Tog dana počeli su radovi na izgradnji nove Železničke stanice Novi Sad. Ovaj datum predstavljao je početak kraja nekadašnje Rusinske ulice. Zbog izgradnje železničke stanice porušeno je više od polovine kuća u ovoj ulici. Time je  Rusinska ulica podenja na dva dela. Jedan mali deo (današnja Rusinska ulica ) i drugi, veći, koji se protezao od današnjeg Bulevara Jaše Tomića do raskrsnice Bulevara kralja Petra I i Bulevara oslobođenja.
Železnička stanica otvorena je za saobraćaj 31. maja 1964. godine. Izgradnjom železničkog čvora Grad Novi Sad je započeo rekonstrukciju velikog obima. Izgradnja Bulevara oslobođenja, prvobitno nazvanog Bulevar 23. oktobra, jedna je od najvažnijih promena koja je uticala na urbanistički izgled Novog Sada. Bulevar oslobođenja sagrađen je između 1962. i 1964. godine.
Pružajući se od železničke stanice, ka novom trećem gradskom mostu Slobode, Bulevar oslobođenja je u jednoj širokoj pravoj liniji podelio gradski teren. Na levoj, istočnoj strani Bulevara oslobođenja, ostao je daleko najveći deo istorijski značajnog dela grada, a na desnoj, zapadnoj strani Bulevara oslobođenja, deo sa istorijski manje značajnim građevinama i najviše građevinskih površina koja je predstavljala osnovu nove za arhitektonske i urbanističke poduhvate.
Iako se drugi, veći deo Rusinske ulice, koji se protezao od današnjeg Bulevara Jaše Tomića do raskrsnice Bulevara kralja Petra I i Bulevara oslobođenja, nalazio na levoj istočnoj strani Bulevara oslobođenja, odnosno u istorijski značajnijem delu grada koji nije bio predviđen za rušenje, ovaj deo Rusinske ulice porušen je i danas se na njenom mestu nalazi ulica Save Kovačevića.

## Galerija
Rusinska ulica nekada i sad.
- Rusinska ulica i njena okolina - mapa iz 1922. godine
- Rusinska ulica i njena okolina - mapa iz 1943. godine
- Rusinska ulica i njena okolina - mapa iz 1949. godine
- Rusinska ulica i njena okolina - mapa iz 1963. godine
- Trasa nekadašnje Rusinske ulice označena je crvenom, trasa nekadašnje Rumenačke (Piroške) ulice plavom bojom. Žutom je označena buduća trasa Bulevara Kralja Petra I a crnom bojom Bulevar oslobođenja u nastajanju (1964. godina). Na istoj fotografiji * zdrada OŠ "Ivo Lola Ribar" ** zgrada MUP-a (Uprava policije u Novom Sadu)
- Trasa nekadašnje Rusinske ulice označena je crvenom bojom (1962. godina).
- Rušenje nekadašnje Rusinske ulice (1964. godina). Crvenom bojom označena je trasa ulice.
- Trasa nekadašnje Rusinske ulice označena je crvenom bojom (1963. godina).
- Trasa nekadašnje Rusinske ulice označena je crvenom bojom.
- Rusinska ulica - danas.
- Rusinska ulica - danas.
- Tabla za označavanje naziva ulica, u Rusinskoj ulici, ispisana na srpskom i rusinskom jeziku - to je čini jedinstvenom u gradu.